# Nitrato de cobalto (II)
El nitrato de cobalto es el compuesto inorgánico con la fórmula Co(NO3)2.xH2O. Es la sal de cobalto (II). La forma más común es el hexahidrato Co(NO3)2·6H2O, una sal delicuescente de color marrón rojizo, soluble en agua y otros disolventes polares. 

## Composición y estructuras
Además del compuesto anhidro Co(NO3)2, existen varios hidratos de nitrato de cobalto (II). Estos hidratos tienen la fórmula química Co(NO3)2·nH2O, donde n = 0, 2, 4, 6.

El nitrato de cobalto (II) anhidro adopta una estructura de red polimérica tridimensional, en la que cada átomo de cobalto (II) está aproximadamente coordinado octaédricamente por seis átomos de oxígeno, cada uno de los cuales procede de un ion nitrato diferente. Cada ion nitrato se coordina con tres cationes de cobalto. El dihidrato es un polímero bidimensional, con puentes de nitrato entre los centros de Co(II) y enlaces de hidrógeno que mantienen unidas las capas. El tetrahidrato está formado por moléculas octaédricas discretas de la forma [(H2O)4Co(NO3)2]. El hexahidrato se describe mejor como nitrato de hexaaquacobalto(II), [Co(OH2)6][NO3]2, ya que consiste en iones discretos [Co(OH2)6]2+ y [NO3]−. Por encima de 55 °C, el hexahidrato se convierte en trihidrato y, a temperaturas más altas, en monohidrato.

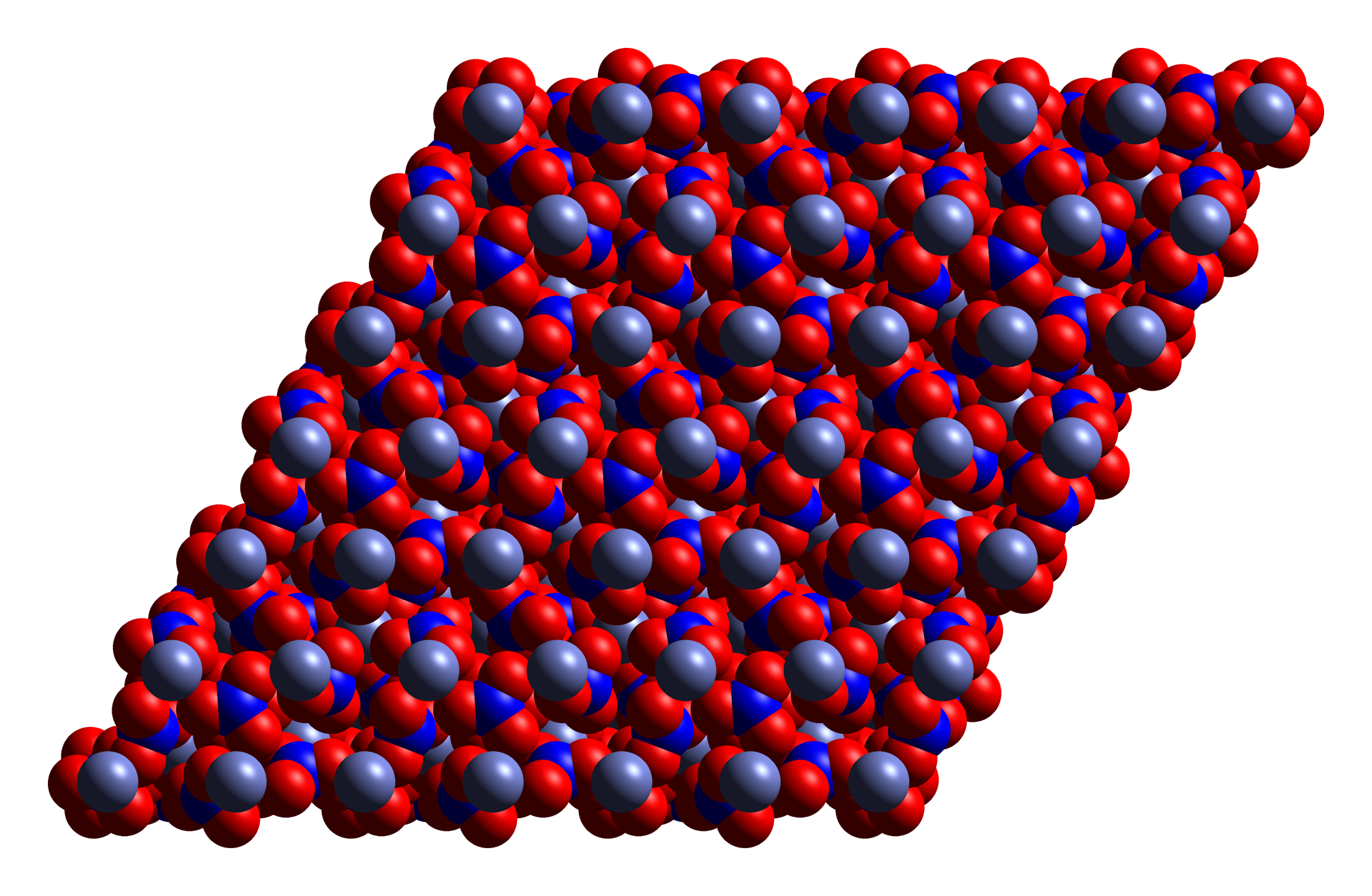
Co(NO_{3})_{2}
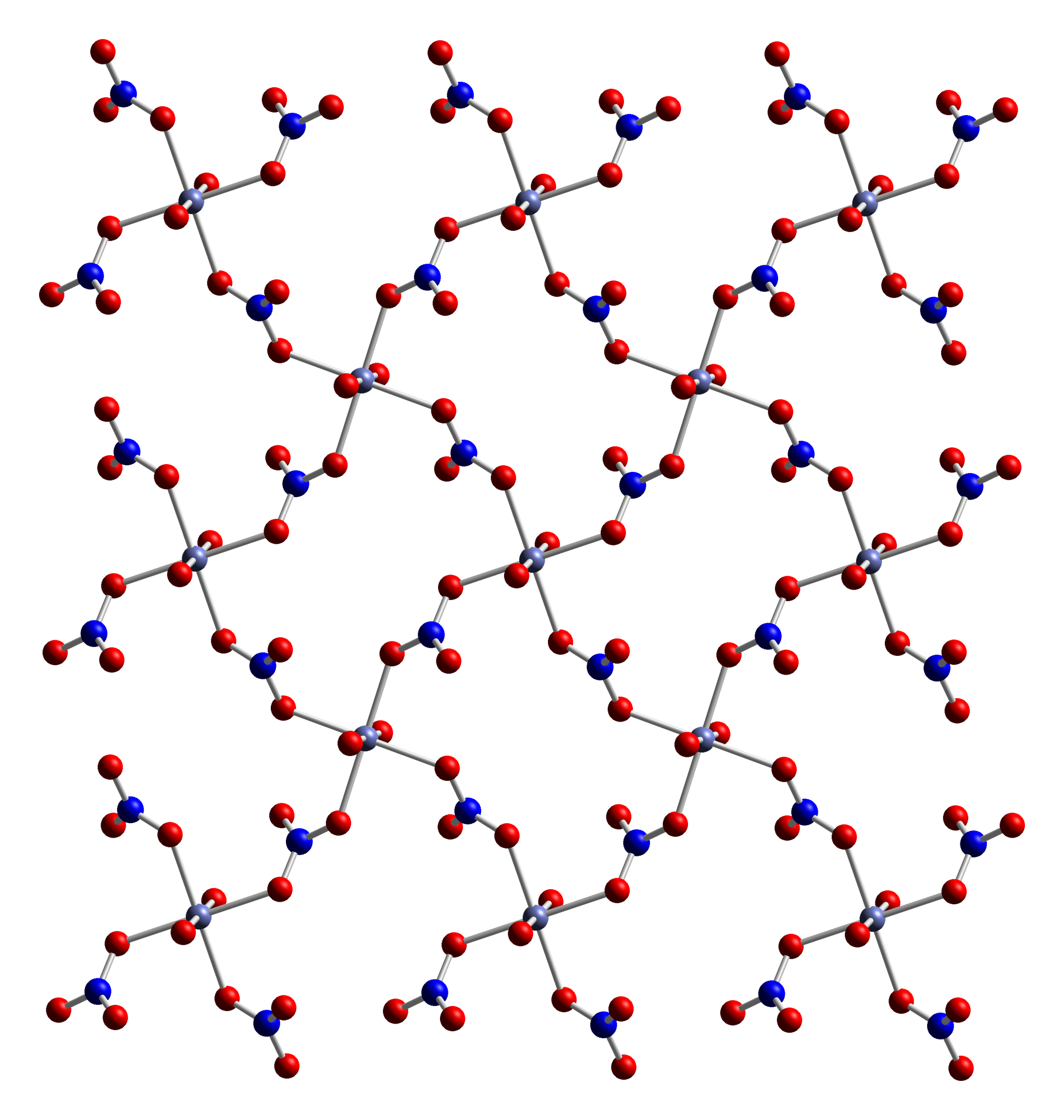
Co(NO_{3})_{2}·2H_{2}O
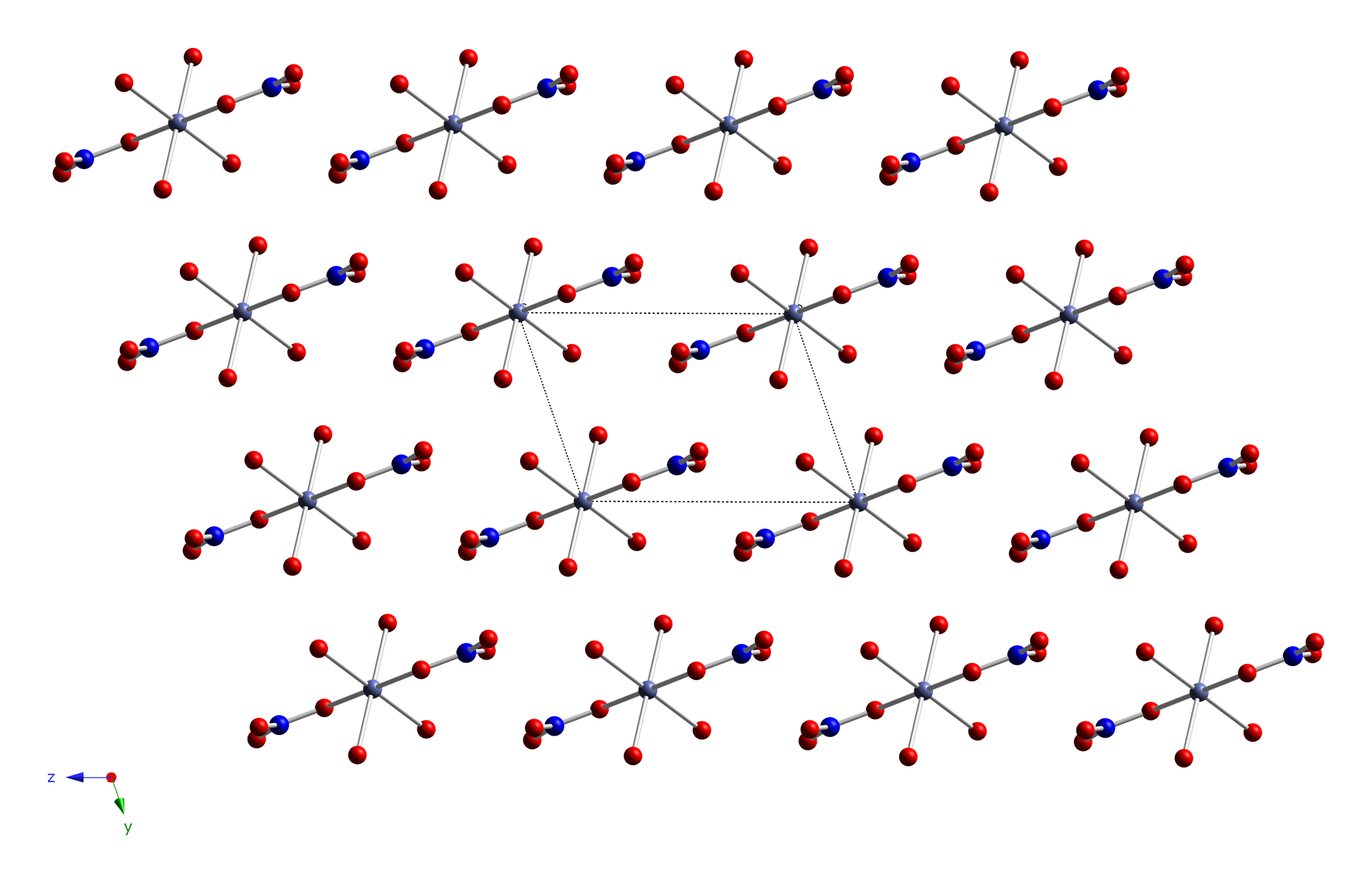
Co(NO_{3})_{2}·4H_{2}O
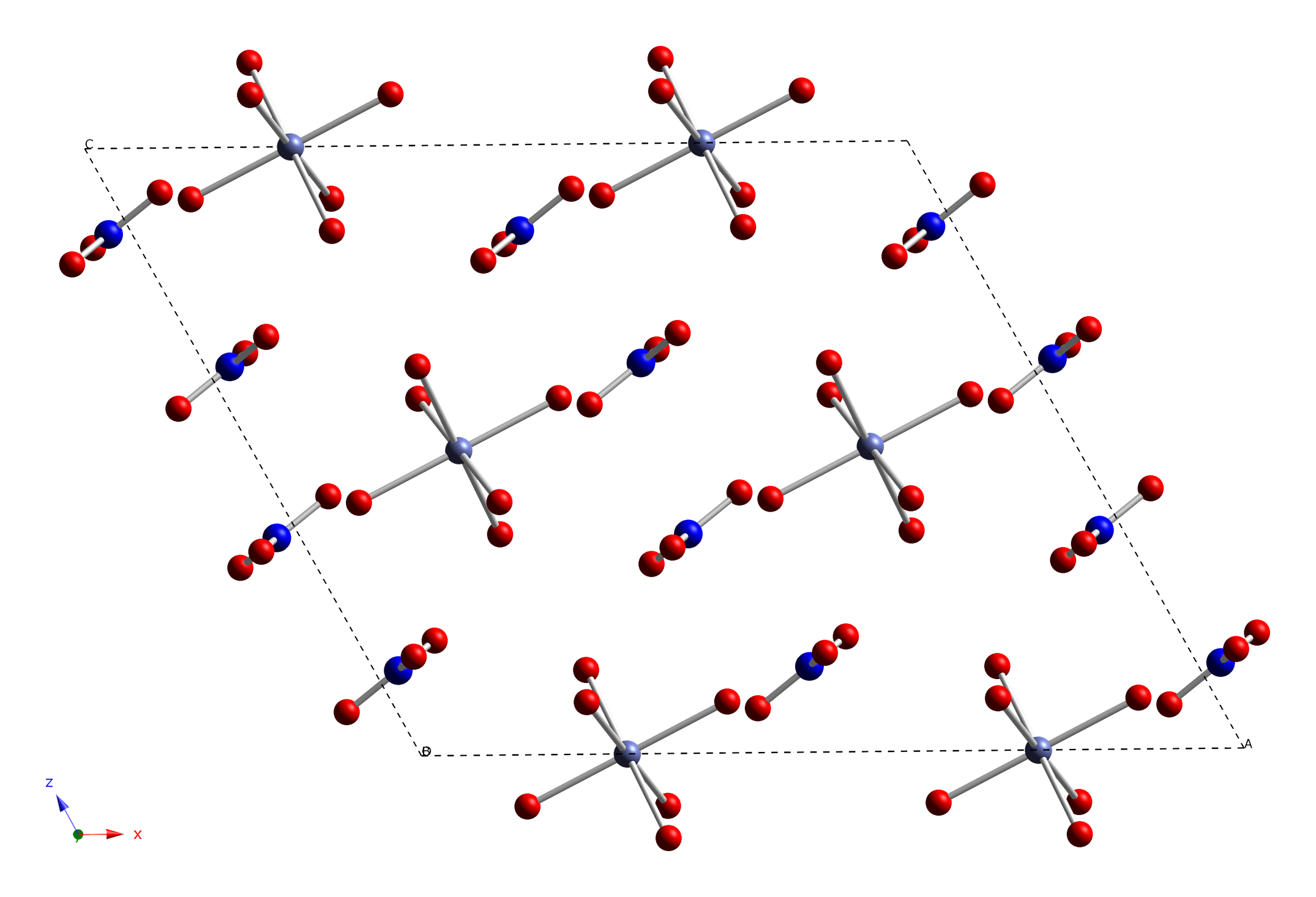
Co(NO_{3})_{2}·6H_{2}O

- Co(NO3)2
- Co(NO3)2·2H2O
- Co(NO3)2·4H2O
- Co(NO3)2·6H2O

## Usos y reacciones
Suele reducirse a cobalto metálico de gran pureza Se puede absorber en diversossoportes catalíticos para su uso en catálisis  Fischer-Tropsch. Se utiliza en la preparación de tintes y tintas.
El nitrato de cobalto (II) es un material de partida habitual para la preparación de complejos de coordinación como las cobaloximas, el carbonato de tetraamminecobalto (III) y otros.

## Producción
El hexahidrato se prepara tratando cobalto metálico o uno de sus óxidos, hidróxidos o carbonato con ácido nítrico:
Co + 4 HNO3 +  4 H2O  → Co(H2O)6(NO3)2  +  2 NO2
CoO + 2 HNO3 +  5 H2O  → Co(H2O)6(NO3)2
CoCO3  +  2 HNO3 +  5 H2O  → Co(H2O)6(NO3)2  +  CO2